# Trumisgarry Church

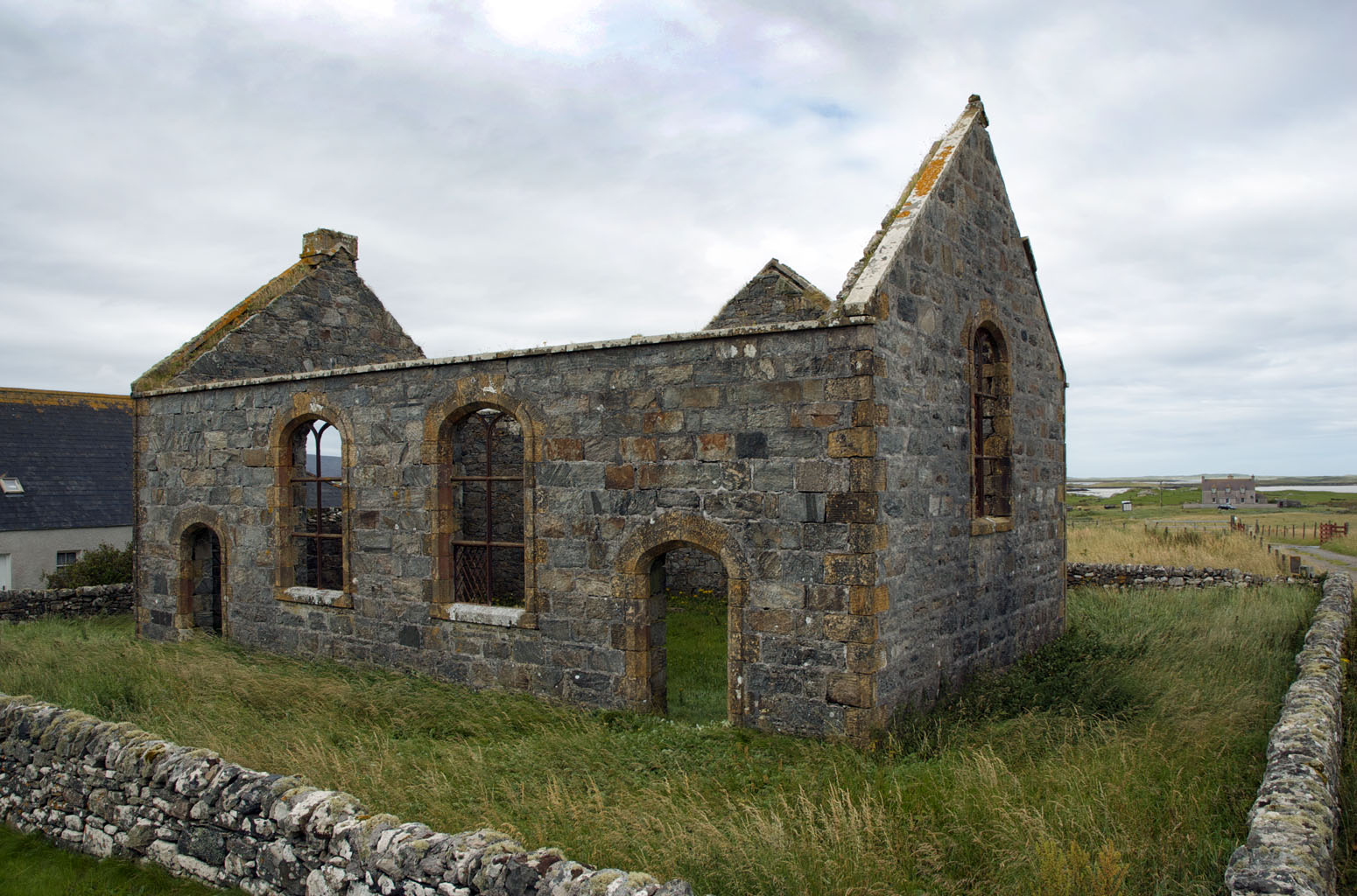
Trumisgarry Church mit dem ehemaligen Pfarrhaus im Hintergrund

Die Trumisgarry Church, auch in der gälischen Schreibweise Trumaisgearraidh, ist eine Kirchenruine auf der schottischen Hebrideninsel North Uist. 1971 wurde das Bauwerk in die schottischen Denkmallisten in der Kategorie B aufgenommen. Das zugehörige Pfarrhaus ist als Denkmal der Kategorie C kategorisiert. Beide Gebäude zusammen bilden ein Denkmalensemble der Kategorie B.

## Geschichte
Nach Ende der Koalitionskriege stellte die britische Regierung einen Fonds zur Finanzierung von Kirchengebäuden bereit. Insbesondere profitierten ländliche Regionen mit ihren weitläufigen Kirchengemeinden von diesen Zuwendungen. Insgesamt wurden Gelder zum Bau von 32 Kirchen und 41 Pfarrhäusern bewilligt, die aufgrund der Herkunft der Mittel als „Parliamentary Churches“ bezeichnet wurden. Die Kirchengebäude wurden auf Basis eines Standardmodells von Thomas Telford geplant, das an die jeweiligen örtlichen Gegebenheiten angepasst wurde. Die Trumisgarry Church wurde 1829 durch John Davidson und William Macfarlane fertiggestellt. Die Baukosten für die Kirche und das Pfarrhaus beliefen sich auf insgesamt 1470 £.
Die Trumisgarry Church wurde 1941 obsolet und ist seitdem ungenutzt. 2009 erfolgte der Eintrag in das Register gefährdeter denkmalgeschützter Bauwerke in Schottland. Ihr Zustand wurde 2015 als Ruine bei gleichzeitig hohem Risiko eingestuft.

## Beschreibung
Das Kirchengebäude steht in der beinahe wüst gefallenen Streusiedlung Trumisgarry an der Nordküste North Uists. Von dem Gebäude sind nur die Außenmauern erhalten geblieben. Es weist den für Parliamentary Churches üblichen T-förmigen Grundriss auf. Sein Feldstein-Mauerwerk wurde zu einem Schichtenmauerwerk aufgemauert. Öffnung und Details sind mit Naturstein abgesetzt. Sämtliche Öffnungen sind mit gedrückten Rundbögen ausgeführt. An der langen Ostfassade flankieren zwei Portale die Rundbogenfenster auf den inneren Achsen. Der Kreuzgiebel ist ebenfalls mit Rundbogenfenstern ausgeführt. In sämtliche Fenster sind schlichte eiserne Maßwerke eingesetzt. Eine Feldsteinmauer umfriedet das Areal, das durch ein Tor mit quadratischen Pfeilern und abschließenden pyramidalen Kappen an der Ostseite zugänglich ist.

## Pfarrhaus
Das ehemalige Pfarrhaus steht direkt südlich neben der Kirche. Das zweigeschossige Gebäude ist drei Achsen weit. An beiden Giebelseiten setzten sich flache Vorbauten fort. Die Fassaden, mit Ausnahme der modernen, südexponierten Hauptfassade, sind mit Kiesputz belegt. Das abschließende Satteldach ist mit Kunstschiefer aus Kunststoff eingedeckt. Rückseitig ist es über einen kleinen Vorbau fortgeschleppt.